# Bundu dia Kongo
Bundu dia Kongo (en idioma kongo, "Reunión Kongo"), o BDK, es un movimiento religioso, político y cultural activo principalmente en la provincia de Congo Central, en la República Democrática del Congo (RDC). Desarrollado desde 1969 por Ne Muanda Nsemi, se trata de un movimiento nacionalista que busca la creación de un estado para el pueblo kongo abarcando partes de la actual RDC, Angola y la República del Congo.

## Historia reciente
En enero y febrero de 2007, los seguidores de Bundu dia Kongo se manifestaron en contra de las elecciones provinciales, lo que provocó violentos enfrentamientos con la policía y el ejército en Matadi, Muanda, Boma y Songololo. Los enfrentamientos resultaron en la muerte de 134 personas, en su mayoría civiles, pero también varios policías. A finales de febrero y principios de marzo de 2008, los seguidores de Bundu dia Kongo se enfrentaron con la policía en Luozi y Seke-Banza y sus alrededores. Según la policía, los enfrentamientos causaron la muerte de 25 personas (22 de ellas en Luozi) y muchos heridos. El líder del movimiento, Ne Muanda Nsemi, alegó que la policía había matado a 80 personas en Luozi y 40 en Seke-Banza. En marzo de 2008, el gobierno congoleño ilegalizó el movimiento Bundu dia Kongo. Más tarde, en mayo, cadáveres de 40 personas fueron desenterrados en cinco fosas comunes en Sumbi, en el territorio de Seke-Banza.
La Misión de las Naciones Unidas en la República Democrática del Congo (MONUC) realizó una investigación especial sobre los hechos de principios de 2008. El informe concluyó que al menos 100 personas, principalmente miembros de Bundu dia Kongo, fueron asesinadas en las operaciones policiales en Congo Central. Según el informe, el alto número de muertos resultó del uso excesivo de la fuerza, cuando la policía armada con fusiles AK-47 abrió fuego contra los miembros del BDK, que estaban armados con palos afilados, piedras y nueces de cola . Una gran cantidad de cuerpos fueron arrojados a ríos y fosas comunes en un intento de ocultar la evidencia. También se quemaron más de 200 edificios y la policía saqueó casas particulares. 
En febrero de 2017, se informaron nuevos enfrentamientos violentos entre la policía congoleña y los activistas de BDK en Kimpese, que causaron la muerte de al menos ocho miembros del grupo. El 17 de mayo de 2017, los seguidores de BDK liberaron a su líder, Ne Muanda Nsemi, que había sido detenido en marzo, y a otros 50 reclusos después de atacar la cárcel de Makala, cerca de Kinshasa.
Entre el 13 y el 24 de abril de 2020, unos 20 miembros del BDK y la policía murieron en tres enfrentamientos separados en una carretera clave en la provincia de Congo Central. Ocho personas murieron, 35 resultaron heridas y 168 arrestadas, incluida Ne Muanda Nsemi, en una redada policial el 24 de abril. Nsemi, que tiene unos 70 años, fue llevado al hospital con una lesión en la cabeza antes de ser entregado a los fiscales. Ocho oficiales resultaron gravemente heridos en la redada.